# 蔣芳鏞
蔣芳鏞（1573年—1627年），字任坦，號鲸台，福建泉州府同安縣人，軍籍，明朝政治人物。

## 生平
萬曆三十四年（1606年）中式丙午科福建鄉試第四十一名舉人，萬曆三十五年（1607年）聯捷丁未科進士，初授户部主事，差管海運、新泰二倉，聞父病，即请假歸省。補工部營繕司主事，晉虞衡司郎中，督寶源局。
出守江西建昌府，以明斷失權貴意，移知湖廣衡州府。時四川奢安之乱起，徵兵徵饷徵運，衡州百姓苦之。芳镛至，開鼓鑄代饷，歲省民输萬金，復捐俸赈济饥民，刷册均粮，通漕鹽，罷逋米，蔭湘薇峙，皆為之立祠。天启五年（1625年），擢廣東按察副使，改湖廣郴桂副使，未及赴任而卒。

## 家族
曾祖蒋崇殷，祖父蒋仁卿，父蒋怀忠，乡饮大宾，赠中宪大夫。前母康氏。严侍下。